# Jan van Edingen-Kestergat
Jan van Edingen-Kestergat, ridder en heer van Kestergat en Ter Tommen, burggraaf van Grimbergen (ca. 1407 – 12 augustus 1478) was een Brabants edelman, hoveling, magistraat en auteur. Hij was vele decennia amman van Brussel en behoorde ook tot het Bourgondische hof in die stad, als hofmeester van Filips de Goede en raadsheer-kamerling van Karel de Stoute.

## Leven
Jan behoorde tot een bastaardtak van de heren van Edingen. Zeger II van Edingen had het stamslot nagelaten aan zijn wettige zoon Wouter, maar de buitenechtelijke zoon Colart kreeg de heerlijkheid Kestergat. Zijn afstammeling was Jans vader Engelbrecht, die sneuvelde in Azincourt.
Vermoedelijk werd Jan van Edingen aan het Bourgondische hof geïntroduceerd door Peter I van Luxemburg, de toenmalige heer van Edingen, die veel macht had in Brabant. Hij was schildknaap en Filips de Goede maakte hem amman te Brussel (1430-1461). In 1438 schoot hij namens de graaf van Charolais de gaai af op de schieting van de Grote Voetbooggilde. Op het Brusselse toernooi van 1439 streed hij onder het banier van Lodewijk van Saint-Pol. In 1448 verwierf hij in het Land van Grimbergen de kasteelvoogdij en het Hof ter Tommen. In 1450 schonk hij een glasraam voor de kapel van Scheut. Hij was de drijvende kracht achter de beslissing in 1455 om ernaast het Kartuizerklooster Scheut te bekostigen, dat het volgende jaar reeds gereed was. Opnieuw schonk hij een glas.
Vanaf 1450 was Jan van Edingen sterk betrokken bij de partijstrijd die de Brusselse politiek beheerste. Hij was een van de centrale figuren in de oppermachtige factie-De Mol, waartoe ook de familie Van der Noot behoorde. Door onenigheid met het Brusselse stadsbestuur creëerde hij in 1461 zijn eigen factie, naar hem genaamd Kestergat. Het volgende jaar liet de hertog de stadsmagistraat op het matje roepen bij de kanselier en de Raad van Brabant en maakte hij Van Edingen amman voor het leven, met een jaarloon van 400 Rijnse gulden, vererfbaarheid en het recht een vervanger aan te duiden. In feite was het vanaf dan zijn zoon Lodewijk die de ammanie uitoefende.
Jan ging zich meer toeleggen op zijn lidmaatschap in de Raad van Brabant (1455-1477). Ook vervulde hij allerlei diplomatieke opdrachten, waaronder in 1462-1463 twee bemiddelingsmissies in Luik in het kader van het conflict van prins-bisschop Lodewijk van Bourbon met zijn onderdanen. Voorts vergezelde hij Filips de Goede in 1461 naar Parijs voor de troonfeesten van koning Lodewijk XI van Frankrijk en werd hij opgevoerd als verteller in twee verhalen van Les cent nouvelles nouvelles (1462). In de Brusselse factiestrijd trad Van Edingen in 1469 op het voorplan door een verzoeningsinitiatief, klaarblijkelijk op aangeven van de hertog.
Na de dood van Karel de Stoute grepen de ambachten in 1477 de gelegenheid om af te rekenen met de hertogsgezinde partij. Jan en Lodewijk van Edingen behoorden tot degenen die een kopje kleiner dreigden te worden gemaakt, maar dankzij kapitein Hendrik van Horn overleefden ze het en kwamen ze er vanaf met een verbanning. Hij overleed het volgende jaar en werd begraven in het karmelietenklooster naast zijn woning, in de kapel van de Scapulier van Onze Lieve Vrouw van de berg Karmel. In die kerk was hij afgebeeld op een brandglasraam dat de beschieting van 1695 niet overleefde, maar waarvan tekeningen in kleur worden bewaard in de Koninklijke Bibliotheek van België.

## Kroniek
Op aanmoediging van Filips de Goede schreef Jan van Edingen de Livre des cronicques de Brabant, een kroniek in vijf delen die pas klaar was enige tijd na 1467 onder Karel de Stoute. De vier bewaarde boeken (Brussel, KBR, ms. 21.266) beschrijven de Brabantse geschiedenis van Noach tot de Slag bij Woeringen (1288). Van Edingens opzet was een verkorte Franse compilatie te maken van de Dietse kronieken. Hij steunde op Jan van Boendale en Emond de Dynter, maar voegde uit andere bronnen bijvoorbeeld de Brabo-sage toe, zij het in een Bourgondisch georiënteerde versie. Ook Karel de Grote kreeg veel aandacht.

## Familie
Jan was een zoon van Engelbrecht van Edingen-Kestergat en Elisabeth de Hertoghe. Met zijn echtgenote Maria de Mol († 25 maart 1464) had hij vijf kinderen:
- Lodewijk I van Edingen-Kestergat, getrouwd met Margareta van Oisy
- Peter I van Edingen-Kestergat (ca. 1434 - ca. 1490), getrouwd in 1482 met Margareta van den Heetvelde
- Helena van Edingen-Kestergat († 1493), getrouwd met Jan V Bernage
- Elisabeth van Edingen-Kestergat († 1458), getrouwd met Werner van Davels
- Isabella van Edingen-Kestergat († 1485), getrouwd met Jacob II Taye

## Voetnoten
1. ↑  Stein 2009, p. 22
2. ↑  De Win 2016, p. 515
3. ↑  Brussel, KBR, ms. G.1565, fol. 1-3
4. ↑  Keesman 2017, p. 348